# Embankment (London Underground)

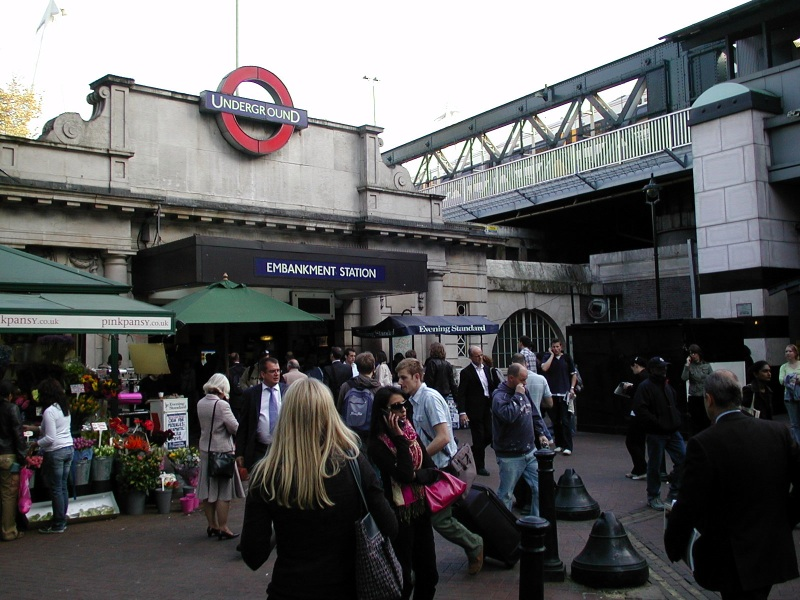
Eingang zur Station Embankment

Embankment ist eine unterirdische Station der London Underground im Stadtteil Charing Cross in der City of Westminster, die im Verlaufe ihrer Geschichte mehrere unterschiedliche Namen hatte. Sie liegt am südlichen Ende des Bahnhofs Charing Cross, in der Travelcard-Tarifzone 1. Bedient wird sie durch die Circle Line, die District Line, die Northern Line und die Bakerloo Line. Sie besitzt zwei Eingänge, einen in der Villiers Street und einen am Victoria Embankment. Letzterer befindet sich unter der Hungerford Bridge, über die man zu Fuß zum Südufer der Themse gelangt. Es gibt zwei Stationsteile, einen oberen für Unterpflasterbahnen und einen unteren für Röhrenbahnen. Im Jahr 2014 nutzten 19,66 Millionen Fahrgäste die Station.

## Geschichte

### Oberer Teil (Unterpflasterbahn)

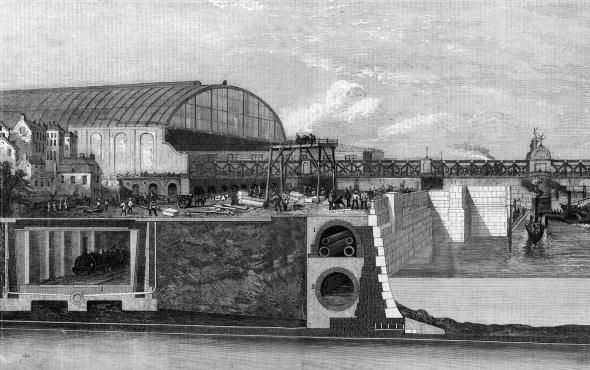
Querschnitt des Victoria Embankment beim Bahnhof Charing Cross mit Unterpflasterbahn

Die Eröffnung der Station erfolgte am 30. Mai 1870, als die Metropolitan District Railway (MDR, Vorgängergesellschaft der District Line) ihre Strecke von Westminster nach Blackfriars verlängerte. Der Bau des neuen Abschnitts der MDR geschah mittels offener Bauweise, zusammen mit der Errichtung des Victoria Embankment. Aufgrund der Nähe zum Bahnhof Charing Cross der South Eastern Railway trug die U-Bahn-Station zunächst die Bezeichnung Charing Cross.
In South Kensington hatte die MDR Anschluss an die Strecke der Metropolitan Railway (MR, spätere Metropolitan Line). Obwohl beide Gesellschaften miteinander konkurrierten, befuhren ihre Züge die Gleise des jeweils anderen Unternehmens. Dieser Inner Circle war eine Art Vorläufer der Circle Line. Ab 1872 boten MDR und MR weitere Ringstrecken-Dienste (Middle Circle und Outer Circle) an. 1900 wurde der Middle Circle aufgegeben, acht Jahre später auch der Outer Circle. Der elektrische Betrieb begann am 1. Juli 1905. Im Jahr 1949 erhielt der von der Metropolitan Line betriebene Inner Circle eine eigenständige Kennzeichnung als Circle Line.

### Unterer Teil (Röhrenbahn)

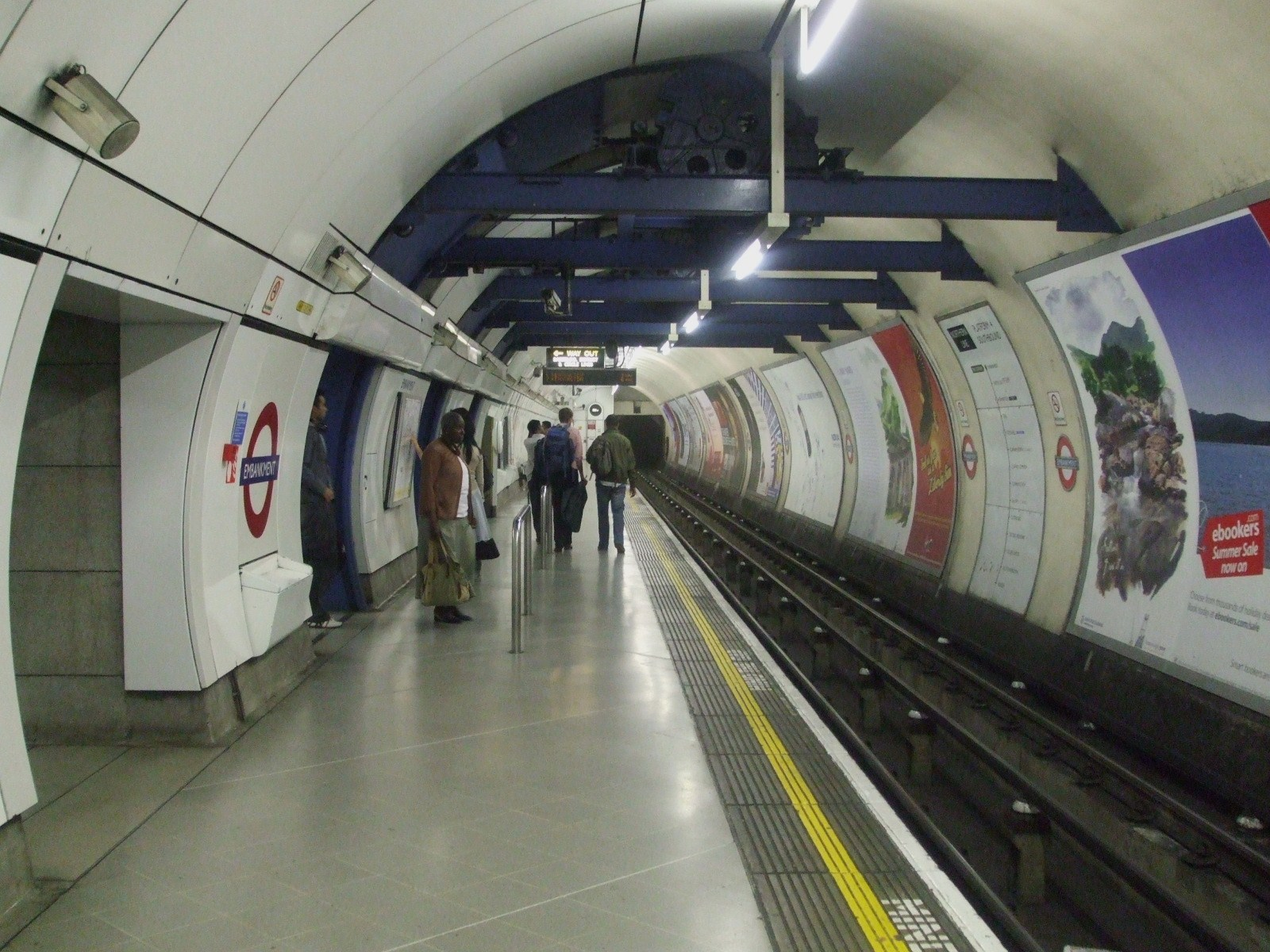
Bahnsteig der Northern Line

1897 erhielt die MDR die parlamentarische Zustimmung für den Bau einer Röhrenbahn zwischen Gloucester Road und Mansion House. Die neue Strecke sollte eine Schnellverbindung sein und die bereits bestehende Strecke entlasten. Die einzige Zwischenstation war bei Charing Cross vorgesehen, 19 Meter tiefer als die Unterpflasterbahn gelegen. Entsprechende Bauarbeiten unterblieben. Die darauf folgende Übernahme der MDR durch die Underground Electric Railways Company of London (UERL) sowie die Neusignalisierung und Elektrifizierung der MDR-Strecken zwischen 1903 und 1905 hatten zur Folge, dass die Überlastung ohne den Bau einer Röhrenbahn behoben werden konnte. Die UERL ließ das Projekt schließlich 1908 fallen.
Die Baker Street and Waterloo Railway (BS&WR, heutige Bakerloo Line) eröffnete am 10. März 1906 eine Röhrenbahn zwischen Baker Street und Waterloo. Ihre Bahnsteige lagen unter jenen der MDR, rechtwinklig dazu angeordnet. Obwohl die BS&WR-Station durch einen Fußgängertunnel mit der MDR-Station verbunden war, erhielt sie die abweichende Bezeichnung Embankment.
Am 6. April 1914 eröffnete die Charing Cross, Euston and Hampstead Railway (CCE&HR, heute ein Teil der Northern Line) eine kurze Verlängerung südlich ihrer bisherigen Endstation bei Charing Cross. Die Verlängerung entstand, um eine bessere Verknüpfung zwischen der BS&WR und der CCE&HR zu ermöglichen. Beide Linien waren im Besitz der UERL, die nördlich des Bahnhofs zwei getrennte und nicht miteinander verbundene Stationen betrieb – Trafalgar Square an der BS&WR und Charing Cross an der CCE&HR (heute beide Teil einer gemeinsamen Station Charing Cross). Die Verlängerung der CCE&HR wurde als eingleisiger Tunnel ausgeführt, mit einer Wendeschleife unter der Themse; ein Bahnsteig entstand an der Ostseite der Wendeschleife. Zwischen beiden Röhrenbahn-Stationen und der Unterpflaster-Station installierte man Rolltreppen. Dadurch konnte die Umsteigezeit von drei Minuten und 15 Sekunden auf eine Minute und 45 Sekunden reduziert werden.
Sir John Betjeman beschrieb das neu errichtete Stationsgebäude als „das entzückendste aller edwardianischen und georgianischen  Neorenaissance-Stationen“. Um die Verwirrung perfekt zu machen, erhielt der tief liegende Teil der Station die Bezeichnung Charing Cross (Embankment), während die Station der Unterpflasterbahn den Namen Charing Cross beibehielt. Am 9. Mai 1915 bereinigte man die Situation mit der Umbenennung aller Stationsteile zu Charing Cross. Die weiter nördlich gelegene CCE&HR-Station wurde am selben Tag in Strand umbenannt (was wiederum die Umbenennung einer nahe gelegenen Station der Great Northern, Piccadilly and Brompton Railway von Strand zu Aldwych nach sich zog).
In den 1920er Jahren wurde die CCE&HR in südlicher Richtung über Waterloo nach Kennington verlängert, wo man sie mit der City and South London Railway verband. Die Wendeschleife unter dem Fluss konnte entfallen (wenngleich der heutige nordwärts führende Bahnsteig der Northern Line ihrem Verlauf folgt), stattdessen entstanden zwei neue Tunnelröhren. Bis heute ist der südwärts führende Bahnsteig der Northern Line der einzige, der nicht über Fußgängertunnels mit den übrigen verknüpft ist. Die Eröffnung der neuen Verlängerung erfolgte am 13. September 1926. Die Wendeschleife existiert noch heute, wurde aber 1926 mit einer Mauer abgetrennt.
Während der Sudetenkrise im September 1938, als ein Krieg unmittelbar bevorzustehen schien, wurden die Tunnels der Bakerloo Line und Northern Line bei Embankment vorübergehend mit einer Betonmauer versiegelt, um sie vor möglichen Flutschäden aufgrund von Fliegerbomben zu schützen. Nur etwas mehr als eine Woche nach dem Ende der Krise entfernte man die Mauer wieder. Als im September 1939 der Zweite Weltkrieg ausbrach, blockierten erneut Mauern die Tunnels, bis im Dezember 1939 elektrisch betriebene Fluttore installiert werden konnten.
Am 4. August 1974 gab es erneut eine Umbenennung, diesmal in Charing Cross Embankment. Seit dem 12. September 1976 heißt die Station jedoch wieder Embankment. Der Grund war die Zusammenführung der Stationen Trafalgar Square und Strand zu Charing Cross.